# UEFAヨーロッパリーグ 2020-21 決勝
UEFAヨーロッパリーグ 2020-21 決勝 (英語: UEFA Europa League 2020-21 Final)は、欧州サッカー連盟 (UEFA)により開催されるUEFAヨーロッパリーグ 2020-21の決勝戦であり、12回目のUEFAヨーロッパリーグの決勝戦である (UEFAカップ時代を含めると50回目)。試合は2021年5月26日にポーランド・グダニスクのスタディオン・エネルガ・グダニスクで、プレミアリーグに所属するマンチェスター・ユナイテッドとラ・リーガに所属するのビジャレアルの間で行われた。

## 試合会場

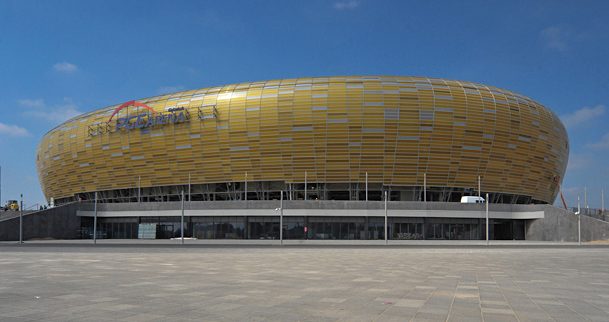
決勝戦が行われるスタディオン・エネルガ・グダニスク

決勝戦は2021年5月26日にポーランド・グダニスクのスタディオン・エネルガ・グダニスクで開催される。

## 決勝戦までの道のり
註: 以下のすべての結果は、決勝戦進出2クラブの得点を前に表示している。
| チーム               | 試 | 勝 | 分 | 敗 | 得 | 失 | 差  | 点 |
| -------------------- | -- | -- | -- | -- | -- | -- | --- | -- |
| ビジャレアル         | 6  | 5  | 1  | 0  | 17 | 5  | +12 | 16 |
| マッカビ・テルアビブ | 6  | 3  | 2  | 1  | 6  | 7  | -1  | 11 |
| スィヴァススポル     | 6  | 2  | 0  | 4  | 9  | 11 | -2  | 6  |
| カラバフ             | 6  | 0  | 1  | 5  | 4  | 13 | -9  | 1  |

| チーム                       | 試 | 勝 | 分 | 敗 | 得 | 失 | 差  | 点 |
| ---------------------------- | -- | -- | -- | -- | -- | -- | --- | -- |
| パリ・サンジェルマン         | 6  | 4  | 0  | 2  | 13 | 6  | +7  | 12 |
| ライプツィヒ                 | 6  | 4  | 0  | 2  | 11 | 12 | -1  | 12 |
| マンチェスター・ユナイテッド | 6  | 3  | 0  | 3  | 15 | 10 | +5  | 9  |
| イスタンブールBBSK           | 6  | 1  | 0  | 5  | 7  | 18 | -11 | 3  |

## 試合

### 概要
| ビジャレアル                                                                                       | 1 - 1 (延長) | マンチェスター・ユナイテッド                                                                                        |
| -------------------------------------------------------------------------------------------------- | ------------ | --- |
| ジェラール・モレノ 29分                                                                            | レポート     | カバーニ 55分 |
| PK戦                                                                                               |              | |
| G・モレノ ラバ アルカセル A・モレノ パレホ モイ・ゴメス ラウール コクラン ガスパール トーレス ルジ | 11 – 10      | マタ テレス B・フェルナンデス ラッシュフォード カバーニ フレッジ ジェームズ ショー トゥアンゼベ リンデロフ デ・ヘア |

| ビジャレアル | ユナイテッド |

| GK             | 13 | ヘロニモ・ルジ             |      |         |
| RB             | 8  | フアン・フォイス           | 84分 | 88分    |
| CB             | 3  | ラウール・アルビオル       |      |         |
| CB             | 4  | パウ・トーレス             |      |         |
| LB             | 24 | アルフォンソ・ペドラサ     |      | 88分    |
| CM             | 5  | ダニ・パレホ               |      |         |
| CM             | 25 | エティエンヌ・カプエ       | 54分 | 120+3分 |
| CM             | 14 | マヌ・トリゲロス           |      | 77分    |
| RF             | 7  | ジェラール・モレノ         |      |         |
| CF             | 9  | カルロス・バッカ           |      | 60分    |
| LF             | 30 | ジェレミ・ピノ             |      | 77分    |
| Substitutes:   |    |                            |      |         |
| GK             | 1  | セルヒオ・アセンホ         |      |         |
| DF             | 2  | マリオ・ガスパール         |      | 88分    |
| DF             | 6  | ラミロ・フネス・モリ       |      |         |
| DF             | 15 | ペルビス・エストゥピニャン |      |         |
| DF             | 18 | アルベルト・モレノ         |      | 88分    |
| DF             | 20 | ルベン・ペニャ             |      |         |
| DF             | 21 | ハウメ・コスタ             |      |         |
| MF             | 12 | ダニ・ラバ                 |      | 120+3分 |
| MF             | 19 | フランシス・コクラン       |      | 60分    |
| MF             | 23 | モイ・ゴメス               |      | 77分    |
| FW             | 17 | パコ・アルカセル           |      | 77分    |
| FW             | 34 | フェルナンド・ニーニョ     |      |         |
| 監督           |    |                            |      |         |
| ウナイ・エメリ |    |                            |      |         |

| GK                               | 1  | ダビド・デ・ヘア           |       |         |
| RB                               | 29 | アーロン・ワン＝ビサカ     |       | 120+3分 |
| CB                               | 2  | ヴィクトル・リンデロフ     |       |         |
| CB                               | 3  | エリック・バイリー         | 82分  | 116分   |
| LB                               | 23 | ルーク・ショー             |       |         |
| CM                               | 6  | ポール・ポグバ             |       | 116分   |
| CM                               | 39 | スコット・マクトミネイ     |       | 120+3分 |
| RW                               | 11 | メイソン・グリーンウッド   |       | 100分   |
| AM                               | 18 | ブルーノ・フェルナンデス   |       |         |
| LW                               | 10 | マーカス・ラッシュフォード |       |         |
| CF                               | 7  | エディンソン・カバーニ     | 113分 |         |
| Substitutes:                     |    |                            |       |         |
| GK                               | 13 | リー・グラント             |       |         |
| GK                               | 26 | ディーン・ヘンダーソン     |       |         |
| DF                               | 5  | ハリー・マグワイア         |       |         |
| DF                               | 27 | アレックス・テレス         |       | 120+3分 |
| DF                               | 33 | ブランドン・ウィリアムズ   |       |         |
| DF                               | 38 | アクセル・トゥアンゼベ     |       | 116分   |
| MF                               | 8  | フアン・マタ               |       | 120+3分 |
| MF                               | 17 | フレッジ                   |       | 100分   |
| MF                               | 19 | アマド・ディアロ           |       |         |
| MF                               | 21 | ダニエル・ジェームズ       |       | 116分   |
| MF                               | 31 | ネマニャ・マティッチ       |       |         |
| MF                               | 34 | ドニー・ファン・デ・ベーク |       |         |
| Manager:                         |    |                            |       |         |
| オーレ・グンナー・スールシャール |    |                            |       |         |

| UEFA選出マン・オブ・ザ・マッチ エティエンヌ・カプエ 副審 ニコラ・ダノ シリル・グランゴール 第4審判 スラヴコ・ヴィンチッチ VAR フランソワ・ルテクシエ VARアシスタント ジェローム・ブリサール バンジャマン・パジェ ポル・ファン・ブーケル | 試合ルール - 試合時間は90分。 - 90分終了後同点の場合、30分の延長戦が行われる。 - 120分終了後同点の場合、PK戦で勝敗が決定される。 - 控えは12名まで。 - 最大3人まで交代可能。ただし延長戦に入った場合は追加で1人可能。 |

### 試合展開
ビジャレアルは準決勝2ndレグから4名変更。右サイドバックにマリオ・ガスパールではなくフアン・フォイス、ボランチにフランシス・コクランではなくエティエンヌ・カプエ、右ウイングが負傷したサムエル・チュクウェゼに代わってジェレミ・ピノ、センターフォワードにパコ・アルカセルではなくカルロス・バッカを起用した。マンチェスター・ユナイテッドは準決勝2ndレグから3名変更。負傷したハリー・マグワイアに代えてセンターバックはヴィクトル・リンデロフ、ボランチにフレッジではなくスコット・マクトミネイを選択、左ウイングにマーカス・ラッシュフォードを起用した。

#### 前半
7分にラッシュフォードの折り返しをマクトミネイが右足で合わせた場面以外は決定機がほぼなかった。23分にCKの流れからバッカのクロスにパウ・トーレスが頭で合わせるも、GKの正面でセーブされた。27分にも速攻からピノがミドルシュートを狙うが左に外れた。そして29分、敵陣でFKを得ると、ダニ・パレホのクロスにジェラール・モレノが右足で合わせて先制した。その後はユナイテッドがサイドから中心に攻めるも、ビジャレアルの守備は堅く、枠内シュート1本しか打てずに前半が終了した。

#### 後半
55分、ユナイテッドは左CKのこぼれ球をラッシュフォードがミドルシュートを放ち、これが密集地帯を通ってゴール目の前のエディンソン・カバーニの前にこぼれると、カバーニが蹴り込んで同点に追いついた。その後も堅い中央を避けてサイドから打開を試みるユナイテッドに対し、ビジャレアルはフランシス・コクラン、モイ・ゴメスと守備力の高い選手をサイドに投入。その後、両者ほとんどチャンスのないまま後半も終了した。1-1で延長戦に突入した。

#### 延長戦
90分で1枚も交代カードを切らなかったユナイテッドに対し、延長戦を見据えて後半終盤に両サイドバックも交代させたビジャレアルは運動量をキープし、盛り返して試合を支配し始めたが、決定機を作るまでには至らなかった。後半に入るとユナイテッドはPK戦を見据えてフアン・マタなど4人を投入し、ビジャレアルも最後に追加の交代枠を使ってダニ・ラバを投入。試合は1-1のまま終了した。

#### PK戦
先攻のビジャレアルは5人全員が成功。後攻のユナイテッドも5人が決めて、サドンデスに突入した。11人目、ビジャレアルはGKヘロニモ・ルジが右上に蹴り込んで成功した。ユナイテッドはGKダビド・デ・ヘアが右下に蹴るがGKルジに防がれて失敗した。ビジャレアルが勝利した。

### 統計
|                | ビジャレアル | ユナイテッド |
| -------------- | ------------ | ------------ |
| 得点           | 1            | 0            |
| シュート       | 5            | 4            |
| 枠内シュート   | 1            | 1            |
| セーブ         | 2            | 0            |
| 支配率         | 36%          | 64%          |
| コーナーキック | 4            | 1            |
| ファウル       | 2            | 6            |
| オフサイド     | 0            | 1            |
| イエローカード | 0            | 0            |
| レッドカード   | 0            | 0            |

|                | ビジャレアル | ユナイテッド |
| -------------- | ------------ | ------------ |
| 得点           | 0            | 1            |
| シュート       | 3            | 9            |
| 枠内シュート   | 0            | 1            |
| セーブ         | 0            | 0            |
| 支配率         | 44%          | 56%          |
| コーナーキック | 2            | 2            |
| ファウル       | 7            | 5            |
| オフサイド     | 0            | 2            |
| イエローカード | 2            | 2            |
| レッドカード   | 0            | 0            |

|                | ビジャレアル | ユナイテッド |
| -------------- | ------------ | ------------ |
| 得点           | 0            | 0            |
| シュート       | 4            | 1            |
| 枠内シュート   | 0            | 0            |
| セーブ         | 0            | 0            |
| 支配率         | 52%          | 48%          |
| コーナーキック | 1            | 0            |
| ファウル       | 1            | 4            |
| オフサイド     | 0            | 1            |
| イエローカード | 0            | 0            |
| レッドカード   | 0            | 0            |

|                | ビジャレアル | ユナイテッド |
| -------------- | ------------ | ------------ |
| 得点           | 1            | 1            |
| シュート       | 12           | 14           |
| 枠内シュート   | 1            | 2            |
| セーブ         | 0            | 0            |
| 支配率         | 43%          | 57%          |
| コーナーキック | 7            | 3            |
| ファウル       | 10           | 15           |
| オフサイド     | 0            | 4            |
| イエローカード | 2            | 2            |
| レッドカード   | 0            | 0            |

## 試合後
- 優勝したビジャレアルはリーグ戦を7位で終えており、新設のUEFAヨーロッパカンファレンスリーグ 2021-22への出場権を与えられていたが、優勝によりUEFAチャンピオンズリーグ 2021-22への出場権を獲得したため、カンファレンスリーグの出場枠に一部変更が加えられた。
- ビジャレアル監督ウナイ・エメリはセビージャ時代の3連覇以来となる自身4度目の優勝を達成した。これで参戦した直近7大会で6度の決勝進出[注釈 2]・4度の優勝と、ELで無類の強さを見せている。
- 敗れたユナイテッドはこれで4年連続の無冠となった。
- ユナイテッドGKダビド・デ・ヘアはPK戦で11人全員のシュートを止められず、これで代表も含めて38人連続セーブ失敗ということになった。2016年4月23日のFAカップ準決勝・エヴァートンFC戦でロメル・ルカクのPKを止めたのがキャリア最後のPKストップとなっているが、当時のルイ・ファン・ハール監督も「トレーニングで20本蹴ったが、1本も止められなかった(から止めたのは驚きだ)」と暴露しており[4]、PKに弱いというデータが出ている。控えGKのディーン・ヘンダーソンはこの期間に8本のPKセーブを見せており、スールシャール監督が110分からPK戦を見据えて4枚の交代枠を使ったこともあり、「GKを交代させておけば」という声も上がっていた[5]。
- PKを止められなかったデ・ヘアだが、PK戦直前にコーチからビジャレアル選手のPKを蹴る方向についてまとめたメモを渡されていたことも話題になった[6]。特に6人目のモイ・ゴメスに関しては、メモ通り正面に蹴ったがデ・ヘアがメモを無視して左に飛んだために阻止に失敗したとして一部メディアから槍玉に挙げられた。しかし、メモはそもそも10人分しかなく[注釈 3]、メモ通りに蹴ったのは3人しかいなかったうえに、デ・ヘアも7回メモに従って飛んでいるので、この件は彼だけの問題とは言い難いとされる[7][注釈 4]。